# 青い週末
「青い週末」（あおいしゅうまつ）は、1985年8月31日に発売された本田美奈子の3枚目のシングル(EP: T13-1091)。
限定5万枚のハート型カラーレコード。「モーニング美奈子ール」はナレーション。

## 収録曲
1. 青い週末
作詞：売野雅勇、作曲：筒美京平、編曲：船山基紀
2. モーニング美奈子ール
構成・コピー：松本伸次

## 収録アルバム
- 「青い週末」
  - 『ザ・ヴァージン・コンサート』（1986年2月20日） - ライブバージョン
  - 『MINAKO COLLECTION』（1986年12月20日）
  - 『Look over my shoulder』（1988年10月26日）
  - 『best now』（1989年9月13日）
  - 『Big Artist Best Collection』（1994年12月7日） - ライブバージョン
  - 『2000 millennium BEST』（2000年5月24日）
  - 『GOLDEN☆BEST 本田美奈子』（2003年6月25日）
  - 『本田美奈子BOX』（2004年12月15日）
  - 『ゴールデン☆アイドル 本田美奈子』(2014年7月30日)
  - 『エッセンシャル・ベスト 1200 本田美奈子』 (2018年3月21日)
- 「モーニング美奈子ール」
  - 『GOLDEN☆BEST 本田美奈子』（2003年6月25日）
  - 『本田美奈子BOX』（2004年12月15日）
  - 『ゴールデン☆アイドル 本田美奈子』(2014年7月30日)

## カバー曲
2001年にTVアニメSAMURAI GIRL リアルバウトハイスクールのオープニング曲として、同作で主人公の御剣涼子を演じる木村郁絵によってカバーされた。